# Sufi giáo

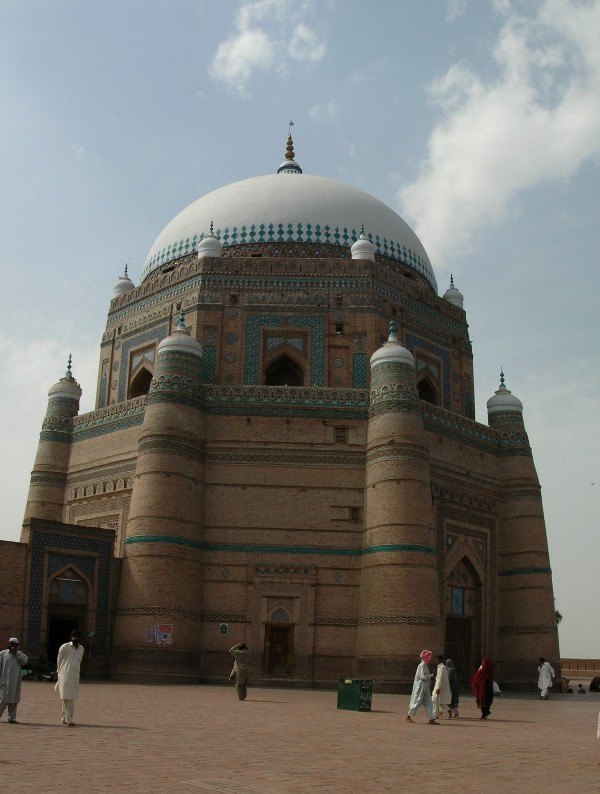
Lăng của Sheikh Rukn-ud-Din Abul Fath tại Multan, Pakistan. Multan được gọi là Thành phố của các vị thánh vì nơi đây có nhiều lăng mộ của các vị thánh sufi

Sufi giáo (tiếng Ả Rập: الصوفية al-ṣūfiyya; tiếng Ba Tư: تصوف taṣawwuf), hay Hồi giáo Sufi hay Hồi giáo mật tông được định nghĩa khác nhau là " chủ nghĩa thần bí Hồi giáo ", " chiều hướng nội tâm của Hồi giáo "  hoặc "hiện tượng thần bí trong Hồi giáo", là chủ nghĩa thần bí trong Hồi giáo, "được mô tả... [đặc biệt] các giá trị, thực hành nghi lễ, học thuyết và thể chế "  bắt đầu từ rất sớm trong lịch sử Hồi giáo  và đại diện cho" biểu hiện chính và kết tinh trung tâm và quan trọng nhất của "thực hành thần bí trong Hồi giáo. Các học viên của Sufism đã được gọi là "Sufis" (từ صُوفِيّ, ṣūfiyy / ṣūfī). Chủ nghĩa Sufism đôi khi bị coi là một " giáo phái ".

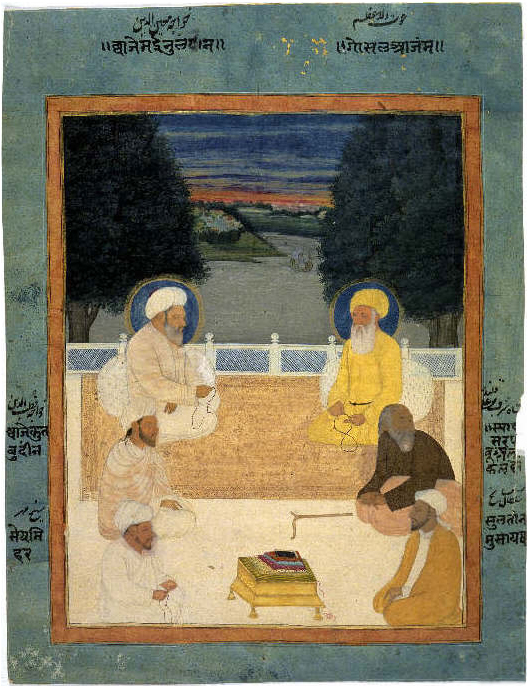
Sáu bậc thầy Sufi, 1760

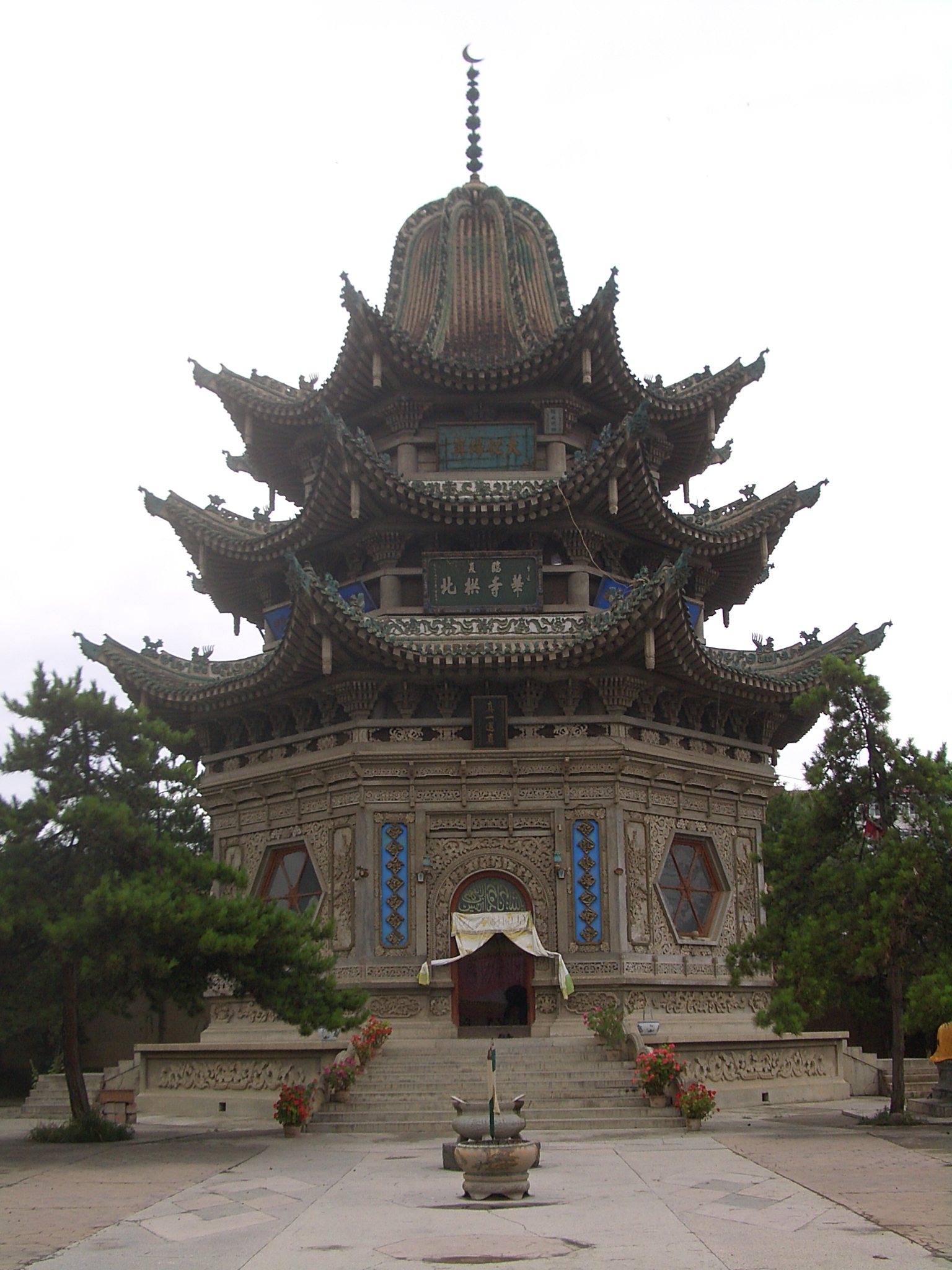
Lăng Sufi giáo ở Lâm Hạ, Trung Quốc

Trong lịch sử, người Sufi thường thuộc về các ṭuruq hoặc "nhánh" khác nhau - các giáo đoàn được thành lập xung quanh một đại sư được gọi là wali, người được truyền xuống theo chuỗi trực tiếp của các bậc thầy kế tục trở lại với nhà tiên tri Hồi giáo, Muhammad. Những đơn đặt hàng này đáp ứng cho các buổi tâm linh (majalis) ở những nơi gặp gỡ được gọi là zawiyas, khanqahs hoặc tekke. Họ phấn đấu cho ihsan (sự hoàn hảo của sự thờ phượng), như được nêu chi tiết trong một hadith: "Ihsan là tôn thờ Allah như thể bạn nhìn thấy Ngài; nếu bạn không thể nhìn thấy Ngài, chắc chắn Ngài nhìn thấy bạn."  Người Sufis coi Muhammad là al-Insān al-Kāmil, người đàn ông hoàn hảo chính là mẫu mực cho đạo đức của Thượng đế,  và coi ông là người lãnh đạo và hướng dẫn tinh thần hàng đầu của họ.
Nhánh Sufi (tariqa) cho thấy nguồn gốc lâu đời nhất của giới luật đầu tiên từ Muhammad qua Ali ibn Abi Talib, với ngoại lệ đáng chú ý của nhánh Naqshbandi, mà có giới luật ban đầu của họ từ Muhammad thông qua Abu Bakr.
Mặc dù phần lớn người Sufi, cả tiền hiện đại và hiện đại, đã và đang là tín đồ của Hồi giáo Sunni, nhưng cũng đã phát triển một số nhánh thực hành Sufi trong khuôn khổ của Hồi giáo Shia trong cuối thời kỳ trung cổ, đặc biệt là sau khi Iran buộc phải cải đạo từ đa số Sunni thành Shia. Các nhánh Sufi truyền thống trong suốt 5 thế kỷ đầu của Hồi giáo đều dựa trên Hồi giáo Sunni. Mặc dù người Sufis phản đối chủ nghĩa pháp lý khô khan, họ tuân thủ nghiêm ngặt luật Hồi giáo và thuộc nhiều trường phái luật học và thần học Hồi giáo.
Người Sufis được đặc trưng bởi sự khổ hạnh, đặc biệt là bởi sự gắn bó của họ với dhikr, tập tục tưởng nhớ đến Chúa trời, thường được thực hiện sau khi cầu nguyện. Họ được một số người Hồi giáo theo đuổi như một phản ứng chống lại tính thế tục của thời kỳ đầu Umayyad Caliphate (661–750)  và đã trải dài một số lục địa và văn hóa trong một thiên niên kỷ, ban đầu thể hiện niềm tin của họ vào tiếng Ả Rập và sau đó mở rộng sang tiếng Ba Tư, tiếng Thổ Nhĩ Kỳ, tiếng Punjabi và tiếng Urdu, trong số những tiếng khác. Sufis đóng một vai trò quan trọng trong việc hình thành các xã hội Hồi giáo thông qua các hoạt động truyền giáo và giáo dục của họ. Theo William Chittick, "Theo nghĩa rộng, chủ nghĩa Sufism có thể được mô tả là sự thâm nhập hóa và tăng cường đức tin và thực hành Hồi giáo." 
Bất chấp sự suy giảm tương đối của các phái Sufi trong kỷ nguyên hiện đại và những lời chỉ trích về một số khía cạnh của chủ nghĩa Sufi bởi các nhà tư tưởng chủ nghĩa hiện đại và những người theo chủ nghĩa Salafist bảo thủ, chủ nghĩa Suf vẫn tiếp tục đóng một vai trò quan trọng trong thế giới Hồi giáo, và cũng ảnh hưởng đến nhiều hình thức tâm linh khác nhau ở phương Tây. Hiệp hội với chủ nghĩa Sufism trên thực tế đã phổ biến rộng rãi trong giới bình dân cũng như những người Hồi giáo uyên bác trước khi thế kỷ 20 ra đời.

## Định nghĩa
Từ tiếng Ả Rập tasawwuf (thắp sáng hoặc trở thành người Sufi), thường được dịch là Chủ nghĩa Sufi, thường được các tác giả phương Tây định nghĩa là chủ nghĩa thần bí Hồi giáo. Thuật ngữ tiếng Ả Rập sufi đã được sử dụng trong văn học Hồi giáo với nhiều ý nghĩa, bởi cả những người ủng hộ và phản đối chủ nghĩa Sufi. Các văn bản Sufi cổ điển, nhấn mạnh những lời dạy và thực hành nhất định của Kinh Qur'an và sunnah (những lời dạy và thực hành mẫu mực của nhà tiên tri Hồi giáo Muhammad), đưa ra định nghĩa về tasawwuf mô tả các mục tiêu đạo đức và tinh thần  và hoạt động như công cụ giảng dạy để đạt được thành tựu của họ. Thay vào đó, nhiều thuật ngữ khác mô tả những phẩm chất và vai trò thuộc linh cụ thể đã được sử dụng trong bối cảnh thực tế hơn.
Một số học giả hiện đại đã sử dụng các định nghĩa khác của chủ nghĩa Sufism như "tăng cường đức tin và thực hành Hồi giáo"  và "quá trình hiện thực hóa các lý tưởng đạo đức và tinh thần".
Thuật ngữ Sufism ban đầu được giới thiệu vào các ngôn ngữ châu Âu vào thế kỷ 18 bởi các học giả phương Đông, những người chủ yếu xem nó như một học thuyết trí tuệ và truyền thống văn học khác với những gì họ coi là thuyết độc thần vô sinh của Hồi giáo. Trong cách sử dụng học thuật hiện đại, thuật ngữ này dùng để mô tả một loạt các hiện tượng xã hội, văn hóa, chính trị và tôn giáo liên quan đến Sufis.

## Từ nguyên
Nghĩa ban đầu của sufi dường như là "một người mặc đồ len (ṣūf ", và Bách khoa toàn thư về đạo Hồi gọi các giả thuyết từ nguyên khác là "không thể giải thích được".   Quần áo len có truyền thống gắn liền với các nhà khổ hạnh và thần bí.   Al-Qushayri và Ibn Khaldun đều bác bỏ mọi khả năng khác ngoài ṣūf trên cơ sở ngôn ngữ.
Một lời giải thích khác theo dõi gốc từ vựng của từ là ṣafā (صفاء), trong tiếng Ả Rập có nghĩa là "sự tinh khiết", và trong bối cảnh này, một ý tưởng tương tự khác về tasawuf được xem là trong Hồi giáo là tazkiyah (تزكية, nghĩa: tự thanh lọc), cũng được sử dụng rộng rãi trong sufi giáo. Hai lời giải thích này được kết hợp bởi Sufi al-Rudhabari (mất 322), người đã nói, "Sufi là người mặc len đứng trên sự tinh khiết".
Những người khác cho rằng từ này xuất phát từ thuật ngữ ahl aṣ-ṣuffah ("những người của đau khổ hoặc băng ghế"), là một nhóm bạn đồng hành nghèo khổ của Muhammad, những người thường xuyên tổ chức các cuộc tụ họp của dhikr, một trong những người bạn đồng hành nổi bật nhất trong số họ là Abu Huraira. Những người đàn ông và phụ nữ ngồi tại al-Masjid an-Nabawi được một số người coi là những người theo đạo Sufi đầu tiên.

## Lịch sử

### Khởi nguồn
Theo Carl W. Ernst, những nhân vật sớm nhất của chủ nghĩa Sufism là chính Muhammad và những người bạn đồng hành của ông (Sahabah). Các mệnh lệnh của Sufi dựa trên "bay'ah" (بَيْعَة bay'ah, مُبَايَعَة mubāya'ah "cam kết, trung thành") mà Ṣahabah của ông ta trao cho Muhammad. Bằng việc cam kết trung thành với Muhammad, Sahabah đã cam kết phụng sự Chúa.
Verily, those who give Bai'âh (pledge) to you (O Muhammad) they are giving Bai'âh (pledge) to Allâh. The Hand of Allâh is over their hands. Then whosoever breaks his pledge, breaks it only to his own harm, and whosoever fulfils what he has covenanted with Allâh, He will bestow on him a great reward. — [Translation of Quran, 48:10]

Người Sufi tin rằng bằng cách đưa bayʿah (cam kết trung thành) cho một shaykh Sufi hợp pháp, một người đang cam kết trung thành với Muhammad; do đó, một kết nối tâm linh giữa người tìm kiếm và Muhammad được thiết lập. Thông qua Muhammad, Sufis hướng đến việc học hỏi, hiểu và kết nối với Chúa. Ali được coi là một trong những nhân vật chính trong số các Sahaba đã trực tiếp cam kết trung thành với Muhammad, và Sufis khẳng định rằng thông qua Ali, kiến thức về Muhammad và mối liên hệ với Muhammad có thể đạt được. Khái niệm như vậy có thể được hiểu bởi hadith, mà Sufis cho là xác thực, trong đó Muhammad nói, "Tôi là thành phố của tri thức và Ali là cánh cổng của nó". Những người Sufis nổi tiếng như Ali Hujwiri gọi Ali là người có thứ hạng rất cao ở Tasawwuf. Hơn nữa, Junayd của Baghdad coi Ali là sheikh của các nguyên tắc và thực hành của Tasawwuf.
Nhà sử học Jonathan AC Brown lưu ý rằng trong suốt cuộc đời của Muhammad, một số người bạn đồng hành có khuynh hướng "sùng đạo sâu sắc, ngoan đạo và suy ngẫm về những bí ẩn thần thánh" nhiều hơn yêu cầu của đạo Hồi, chẳng hạn như Abu Dhar al-Ghifari. Hasan al-Basri, một tabi, được coi là một "nhân vật sáng lập" trong "khoa học thanh lọc tâm tính".
Các học viên của chủ nghĩa Sufism cho rằng trong giai đoạn phát triển ban đầu của nó, chủ nghĩa Sufism không nói gì khác hơn là sự nội địa hóa của Hồi giáo. Theo một góc nhìn, đó là trực tiếp từ Kinh Qur'an, thường xuyên được đọc thuộc lòng, thiền định và trải nghiệm, chủ nghĩa Sufism đã tiến hành, về nguồn gốc và sự phát triển của nó. Các học viên khác cho rằng chủ nghĩa Sufism là sự mô phỏng chặt chẽ cách làm của Muhammad, qua đó mối liên hệ của trái tim với Thần thánh được củng cố.
Các học giả và học giả hiện đại đã bác bỏ các lý thuyết phương Đông ban đầu khẳng định nguồn gốc phi Hồi giáo của Sufi giáo, Đồng thuận là nó xuất hiện ở Tây Á. Nhiều người khẳng định chủ nghĩa Sufism là duy nhất trong giới hạn của tôn giáo Hồi giáo, và cho rằng chủ nghĩa Sufism phát triển từ những người như Bayazid Bastami, người, với sự tôn kính tột cùng của mình đối với sunnah, đã từ chối ăn dưa hấu vì không tìm thấy bất kỳ bằng chứng nào cho thấy Muhammad đã từng ăn nó.  Theo nhà thần bí học cuối thời trung cổ, nhà thơ Ba Tư Jami , Abd-Allah ibn Muhammad ibn al-Hanafiyyah (mất năm 716) là người đầu tiên được gọi là "Sufi".
Những đóng góp quan trọng về kinh sách của đạo này được quy cho Uwais al-Qarani, Hasan of Basra, Harith al-Muhasibi, Abu Nasr as-Sarraj và Said ibn al-Musayyib. Ruwaym, thuộc thế hệ thứ hai của Sufis ở Baghdad, cũng là một nhân vật có ảnh hưởng ban đầu, cũng như Junayd của Baghdad; một số học viên đầu tiên của đạo Sufi là đệ tử của một trong hai người.
Sufi giáo đã có một lịch sử lâu dài trước khi được thể chế hóa sau đó của các giáo lý Sufi thành các mệnh lệnh sùng kính (tarîqât) vào đầu thời Trung Cổ. Lệnh Naqshbandi là một ngoại lệ đáng chú ý đối với quy tắc chung về các mệnh lệnh truy tìm dòng dõi tinh thần của họ thông qua các cháu trai của Muhammad, vì nó truy tìm nguồn gốc của các giáo lý của nó từ Muhammad đến Caliph Hồi giáo đầu tiên, Abu Bakr.
Trong những năm qua, các nhánh Sufi đã ảnh hưởng và được áp dụng bởi nhiều phong trào Shi'i, đặc biệt là Isma'ilism, dẫn đến việc mệnh lệnh Safaviyya chuyển đổi sang Hồi giáo Shia từ Hồi giáo Sunni và sự lan rộng của Chủ nghĩa Mười hai trên khắp Iran. Truyền thống Nizari Ismaili nói riêng từ lâu đã có mối liên hệ chặt chẽ với đạo Sufi.
Các nhánh Sufi bao gồm Ba 'Alawiyya, Badawiyya, Bektashi, Burhaniyya, Chishti, Khalwati, Mevlevi, Naqshbandi, Ni'matullāhī, Uwaisi, Qadiriyya, Qalandariyya, Rifa'i, Sarwari Qadiri, Shadhiliyya, Suhrawardiyya, Tijaniyyah, Zinda Shah Madariya, và những phân nhánh khác.

### Như một nhánh của Hồi giáo

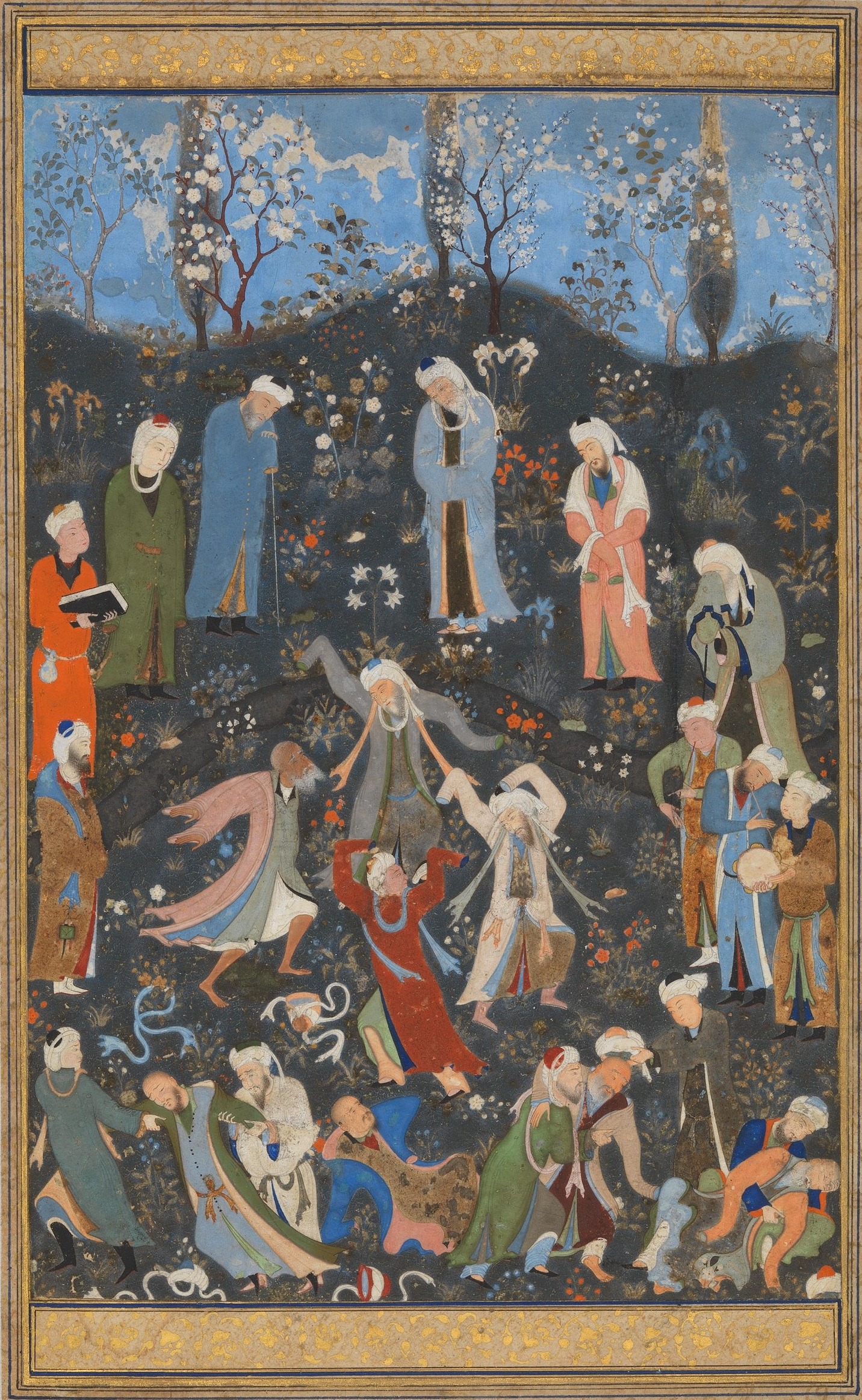
Dancing dervishes, của Kamāl ud-Dīn Behzād (khoảng 1480/1490)

Tồn tại trong cả Hồi giáo Sunni và Shia, chủ nghĩa Sufism không phải là một giáo phái riêng biệt, như đôi khi bị nhầm lẫn, mà là một phương pháp tiếp cận hoặc một cách hiểu về tôn giáo, cố gắng đưa việc thực hành tôn giáo thường xuyên đến "mức độ siêu phàm" thông qua việc đồng thời "hoàn thành... [các bổn phận bắt buộc] tôn giáo"  và tìm ra "cách thức và phương tiện để đâm rễ qua 'cánh cổng hẹp' trong sâu thẳm tâm hồn ra vào miền của sự khô cằn thuần khiết không thể giải thích được. Thần khí tự nó mở ra cho Thần tính. "  Các nghiên cứu hàn lâm về chủ nghĩa Sufism xác nhận rằng chủ nghĩa Sufism, với tư cách là một truyền thống riêng biệt với Hồi giáo ngoài cái gọi là Hồi giáo thuần túy, thường là sản phẩm của chủ nghĩa phương Đông phương Tây và những người theo chủ nghĩa chính thống Hồi giáo hiện đại.
Là một khía cạnh thần bí và khổ hạnh của Hồi giáo, nó được coi là một phần của giáo lý Hồi giáo liên quan đến việc thanh lọc nội tâm. Bằng cách tập trung vào các khía cạnh tâm linh hơn của tôn giáo, Sufis cố gắng có được kinh nghiệm trực tiếp về Chúa bằng cách sử dụng "khả năng trực giác và cảm xúc" mà một người phải được đào tạo để sử dụng. Tasawwuf được coi là môn khoa học về linh hồn luôn là một phần không thể thiếu của Hồi giáo Chính thống. Trong cuốn Al-Risala al-Safadiyya của mình, ibn Taymiyyah mô tả người Sufis là những người thuộc về con đường của Sunna và đại diện cho nó trong các giáo lý và tác phẩm của họ.
Những khuynh hướng Sufi của Ibn Taymiyya và sự tôn kính của ông đối với những người Sufi như Abdul-Qadir Gilani cũng có thể được nhìn thấy trong bài bình luận hàng trăm trang của ông về Futuh al-ghayb, chỉ bao gồm năm trong số bảy mươi tám bài giảng của cuốn sách, nhưng cho thấy rằng ông coi tasawwuf là điều cần thiết. trong cuộc sống của cộng đồng Hồi giáo.
Trong bài bình luận của mình, Ibn Taymiyya nhấn mạnh rằng tính ưu việt của sharia tạo thành truyền thống tốt nhất trong tasawwuf, và để lập luận về điểm này, ông đã liệt kê hơn một chục bậc thầy ban đầu, cũng như nhiều shaykh đương đại khác như đồng nghiệp Hanbalis của mình, al-Ansari al-Harawi và Abdul-Qadir, và shaykh của riêng sau này, Hammad al-Dabbas là người ngay thẳng. Ông trích dẫn các shaykh thời kỳ đầu (shuyukh al-salaf) như Al-Fuḍayl ibn 'Iyāḍ, Ibrahim ibn Adham, Ma`ruf al-Karkhi, Sirri Saqti, Junayd của Baghdad, và những người khác của những giáo viên đầu tiên, cũng như Abdul- Qadir Gilani, Hammad, Abu al-Bayan và những người khác của những bậc thầy sau này - rằng họ không cho phép những người theo con đường Sufi rời khỏi lệnh cấm và sự cấm đoán của thần thánh.

Al-Ghazali tường thuật trong Al-Munqidh min al-dalal:
The vicissitudes of life, family affairs and financial constraints engulfed my life and deprived me of the congenial solitude. The heavy odds confronted me and provided me with few moments for my pursuits. This state of affairs lasted for ten years, but whenever I had some spare and congenial moments I resorted to my intrinsic proclivity. During these turbulent years, numerous astonishing and indescribable secrets of life were unveiled to me. I was convinced that the group of Aulia (holy mystics) is the only truthful group who follow the right path, display best conduct and surpass all sages in their wisdom and insight. They derive all their overt or covert behaviour from the illumining guidance of the holy Prophet, the only guidance worth quest and pursuit.

### Chính thức hóa học thuyết

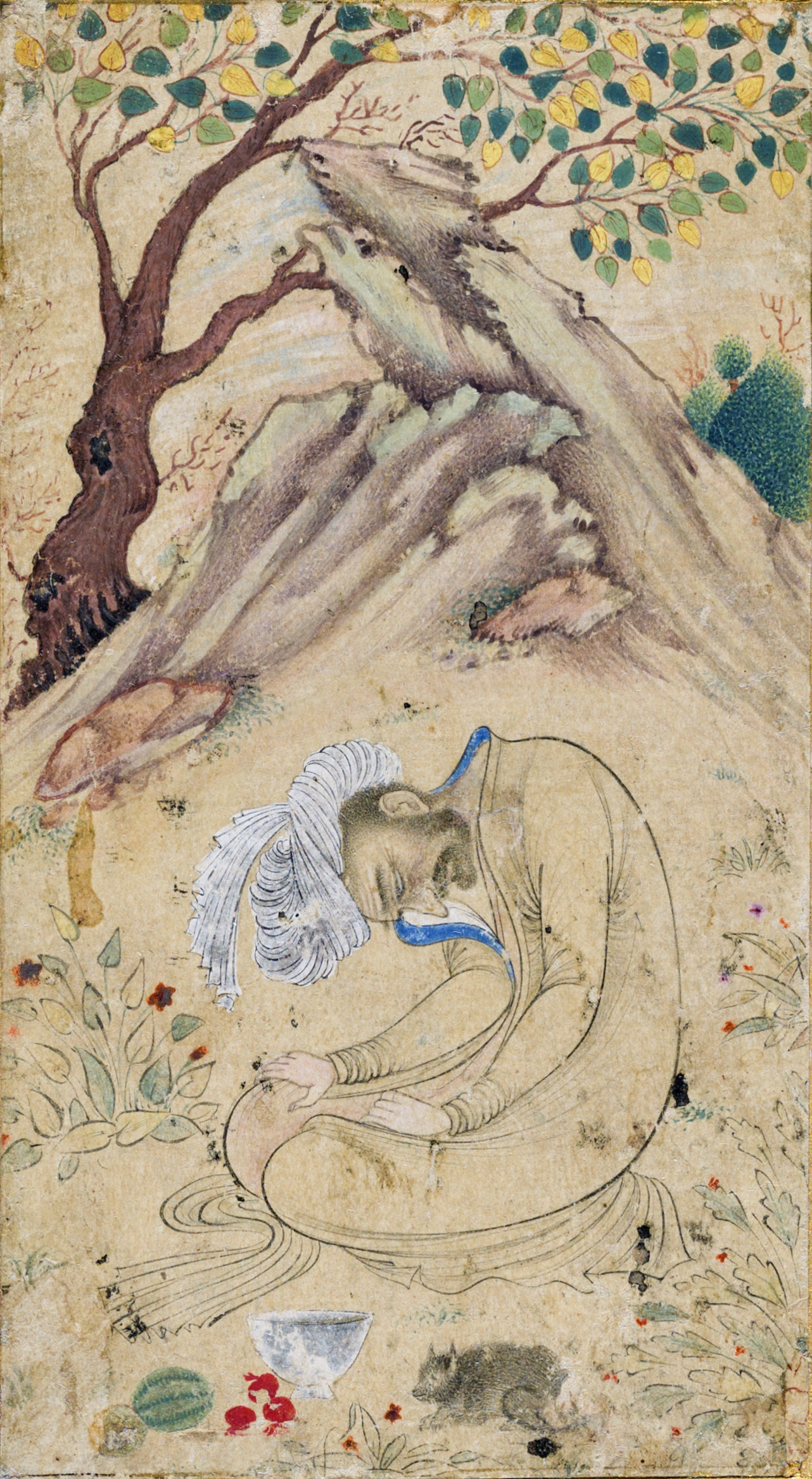
Người Sufi trong trạng thái cực lạc. Iran, Isfahan (khoảng 1650-1660)

Vào thế kỷ thứ mười một, Sufi giáo, trước đây là một xu hướng ít được "hệ thống hóa" trong lòng mộ đạo Hồi giáo, bắt đầu được "đặt hàng và kết tinh" thành các nhánh vẫn tiếp tục cho đến ngày nay. Tất cả những đơn đặt hàng này được thành lập bởi một học giả Hồi giáo lớn, và một số lớn nhất và phổ biến nhất bao gồm Suhrawardiyya (sau Abu al-Najib Suhrawardi [mất năm 1168), Qadiriyya (sau Abdul-Qadir Gilani [mất năm 1166]), Rifa'iyya (sau Ahmed al-Rifa'i [mất năm 1182]), Chishtiyya (sau Moinuddin Chishti [mất 1236]), Shadiliyya (sau Abul Hasan ash-Shadhili [mất 1258]), Hamadaniyyah (sau Sayyid Ali Hamadani [mất năm 1384], Naqshbandiyya (sau Baha-ud-Din Naqshband Bukhari [mất năm 1389]). Trái ngược với nhận thức phổ biến ở phương Tây, tuy nhiên, cả những người sáng lập ra những mệnh lệnh này cũng như những người theo của họ đều không bao giờ coi mình là bất cứ thứ gì khác ngoài những người Hồi giáo Sunni chính thống, và trên thực tế, tất cả những mệnh lệnh này đều gắn với một trong những bốn trường phái pháp lý chính thống của Hồi giáo Sunni. Do đó, trật tự Qadiriyya là Hanbali, với người sáng lập, Abdul-Qadir Gilani, là một luật gia nổi tiếng; Chishtiyya là Hanafi; lệnh Shadiliyya là Maliki; và đơn đặt hàng Naqshbandiyya là Hanafi. Như vậy, chính vì đã được lịch sử chứng minh rằng "nhiều người bảo vệ lỗi lạc nhất của chính thống Hồi giáo, chẳng hạn như Abdul-Qadir Gilani, Ghazali, và Sultan Ṣalāḥ ad-Dīn (Saladin) có liên hệ với chủ nghĩa Sufism"  các nghiên cứu phổ biến của các nhà văn như Idries Shah liên tục bị các học giả coi thường khi truyền đạt hình ảnh ngụy biện rằng "Sufi giáo" khác biệt với "Hồi giáo".
Vào cuối thiên niên kỷ thứ nhất, một số sách hướng dẫn bắt đầu được viết tóm tắt các học thuyết của Sufi giáo và mô tả một số thực hành điển hình của Sufi. Hai trong số này nổi tiếng nhất hiện đã có bản dịch tiếng Anh: Kashf al-Mahjûb của Ali Hujwiri và Risâla của Al-Qushayri.
Hai trong số những luận thuyết vĩ đại nhất của al-Ghazali là Sự hồi sinh của Khoa học Tôn giáo và cái mà ông gọi là "bản chất của nó", Kimiya-yi sa'ādat. Ông cho rằng Sufi giáo có nguồn gốc từ kinh Qur'an và do đó tương thích với tư tưởng Hồi giáo chính thống và không mâu thuẫn với Luật Hồi giáo theo cách nào - thay vào đó là điều cần thiết để hoàn thiện nó. Những nỗ lực không ngừng của cả các học giả Hồi giáo được đào tạo theo truyền thống và các học giả phương Tây đang làm cho các tác phẩm của al-Ghazali được dịch sang tiếng Anh rộng rãi hơn, cho phép độc giả nói tiếng Anh tự đánh giá sự tương thích của Luật Hồi giáo và Sufi giáo. Một số phần của Sự hồi sinh của Khoa học Tôn giáo đã được xuất bản trong bản dịch của Hiệp hội Văn bản Hồi giáo. Một bản dịch tóm tắt (từ bản dịch tiếng Urdu) của The Alchemy of Happiness đã được xuất bản bởi Claud Field (ISBN 978-0935782288) vào năm 1910. Nó đã được dịch toàn bộ bởi Muhammad Asim Bilal (2001).

### Tăng cường ảnh hưởng

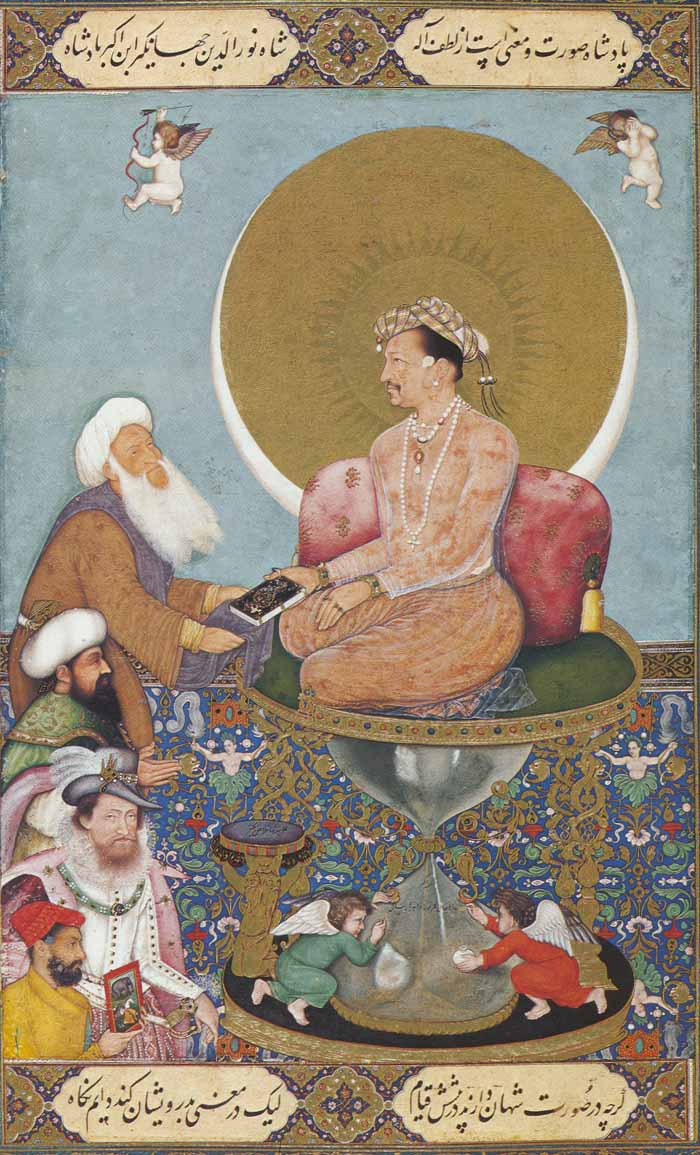
Một bức tranh thu nhỏ của Mughal có niên đại từ đầu những năm 1620 mô tả hoàng đế Mughal Jahangir (mất năm 1627) thích tiếp kiến vị thánh Sufi hơn những người cùng thời với ông, Sultan Ottoman và Vua Anh James I (mất năm 1625); bức tranh được viết bằng tiếng Ba Tư: "Mặc dù những shah bề ngoài đứng trước mặt anh ta, anh ta vẫn chăm chú nhìn vào những trận dervishes."

Về mặt lịch sử, Sufi giáo đã trở thành "một phần cực kỳ quan trọng của Hồi giáo" và là "một trong những khía cạnh phổ biến nhất và có mặt khắp nơi của đời sống Hồi giáo" trong nền văn minh Hồi giáo từ đầu thời kỳ trung cổ trở đi, khi nó bắt đầu xâm nhập vào gần như tất cả các lĩnh vực chính. các khía cạnh của đời sống người Hồi giáo Sunni ở các khu vực trải dài từ Ấn Độ và Iraq đến Balkan và Senegal.
Sự trỗi dậy của nền văn minh Hồi giáo đồng thời mạnh mẽ với sự truyền bá triết học Sufi trong Hồi giáo. Sự lan truyền của chủ nghĩa Sufism được coi là một yếu tố quyết định trong việc truyền bá Hồi giáo, và trong việc tạo ra các nền văn hóa Hồi giáo toàn vẹn, đặc biệt là ở châu Phi  và châu Á. Các bộ lạc Senussi của Libya và Sudan là một trong những người theo chủ nghĩa Sufism mạnh nhất. Các nhà thơ và triết gia Sufi như Khoja Akhmet Yassawi, Rumi, và Attar of Nishapur (khoảng 1145 - 1221) đã tăng cường đáng kể sự truyền bá văn hóa Hồi giáo ở Anatolia, Trung Á và Nam Á. Sufi giáo cũng đóng một vai trò trong việc tạo ra và truyền bá văn hóa của thế giới Ottoman, và trong việc chống lại chủ nghĩa đế quốc châu Âu ở Bắc Phi và Nam Á.

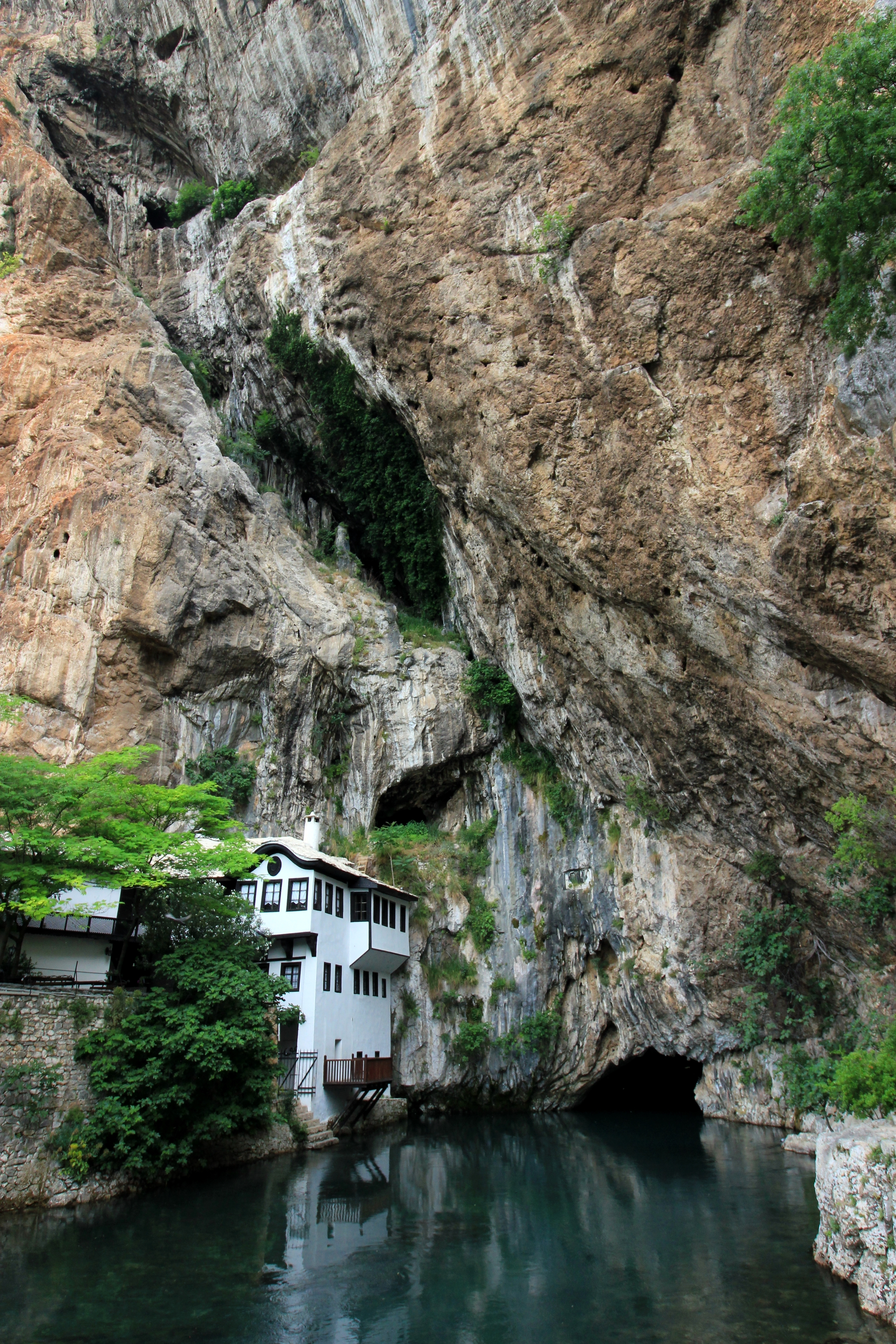
Blagaj Tekke, được xây dựng c. 1520 bên cạnh Buna Wellspring hang dưới một dọc cao đá vôi vách đá, trong Blagaj, Bosnia. Quần thể tự nhiên và kiến trúc, được đề xuất để được UNESCO khắc ghi, tạo thành một quần thể khép kín về mặt không gian và địa hình, và là Di tích Quốc gia của Bosnia.

Giữa thế kỷ 13 và 16, Sufi giáo đã sản sinh ra một nền văn hóa trí tuệ phát triển mạnh mẽ trên khắp thế giới Hồi giáo, một "Thời đại vàng" mà các đồ khảo cổ vật chất vẫn tồn tại.  Ở nhiều nơi, một người hoặc một nhóm sẽ cung cấp waqf để duy trì một nhà nghỉ (được biết đến với tên gọi khác là zawiya, khanqah hoặc tekke) để cung cấp nơi tụ tập cho những người yêu thích Sufi, cũng như chỗ ở cho những người lưu động tìm kiếm kiến thức. Hệ thống tài trợ tương tự cũng có thể chi trả cho một khu phức hợp các tòa nhà, chẳng hạn như bao quanh Nhà thờ Hồi giáo Süleymaniye ở Istanbul, bao gồm nhà nghỉ cho những người tìm kiếm Sufi, một nhà tế bần có bếp nơi những người tìm kiếm này có thể phục vụ người nghèo và/hoặc hoàn thành một thời gian nhập đạo, một thư viện và các cấu trúc khác. Không có lĩnh vực quan trọng nào trong nền văn minh của Hồi giáo không bị ảnh hưởng do Sufi giáo trong thời kỳ này.

### Thời kỳ hiện đại
Sự phản đối đối với các bậc thầy Sufi và các phân nhánh của các dòng Hồi giáo theo chủ nghĩa văn học và hợp pháp hơn tồn tại dưới nhiều hình thức khác nhau trong suốt lịch sử Hồi giáo. Nó diễn ra một hình thức đặc biệt bạo lực vào thế kỷ 18 với sự xuất hiện của phong trào Wahhabi.
Vào khoảng đầu thế kỷ 20, các nghi lễ và học thuyết của Sufi cũng vấp phải sự chỉ trích liên tục từ những nhà cải cách Hồi giáo hiện đại, những người theo chủ nghĩa dân tộc tự do, và vài thập kỷ sau, các phong trào xã hội chủ nghĩa trong thế giới Hồi giáo. Các mệnh lệnh của Sufi bị cáo buộc đã nuôi dưỡng những mê tín phổ biến, chống lại thái độ trí thức hiện đại và cản đường các cải cách tiến bộ. Các cuộc tấn công ý tưởng vào chủ nghĩa Suf đã được củng cố bởi các cải cách nông nghiệp và giáo dục, cũng như các hình thức đánh thuế mới do các chính phủ quốc gia phương Tây thiết lập, làm suy yếu nền tảng kinh tế của các các nhánh Sufi giáo. Mức độ suy giảm các nhánh của Sufi giáo trong nửa đầu thế kỷ 20 khác nhau giữa các quốc gia, nhưng vào giữa thế kỷ này, nhiều nhà quan sát đã nghi ngờ sự tồn tại của các phân nhánh và lối sống Sufi truyền thống.
Tuy nhiên, bất chấp những dự đoán này, Sufi giáo và các phân nhánh Sufi vẫn tiếp tục đóng một vai trò quan trọng trong thế giới Hồi giáo, cũng mở rộng sang các nước thiểu số Hồi giáo. Khả năng thể hiện rõ ràng bản sắc Hồi giáo toàn diện với sự chú trọng nhiều hơn đến lòng mộ đạo cá nhân và nhóm nhỏ đã khiến Sufi giáo đặc biệt phù hợp với bối cảnh được đặc trưng bởi đa nguyên tôn giáo và quan điểm thế tục.
Trong thế giới hiện đại, cách giải thích cổ điển về chủ nghĩa chính thống của người Sunni về Sufi giáo là một khía cạnh thiết yếu của đạo Hồi bên cạnh các ngành luật học và thần học, được đại diện bởi các học viện như Đại học Al-Azhar của Ai Cập và Cao đẳng Zaytuna, với Al-Azhar's Grand Imam Ahmed el-Tayeb gần đây đã xác định "chính thống Sunni" là một tín đồ "của bất kỳ trường phái nào trong bốn trường phái tư tưởng [pháp lý] (Hanafi, Shafi'i, Maliki hoặc Hanbali) và... [cũng] của người Sufi giáo Imam Junayd của Baghdad về học thuyết, cách cư xử và sự thanh lọc [tinh thần]. " 

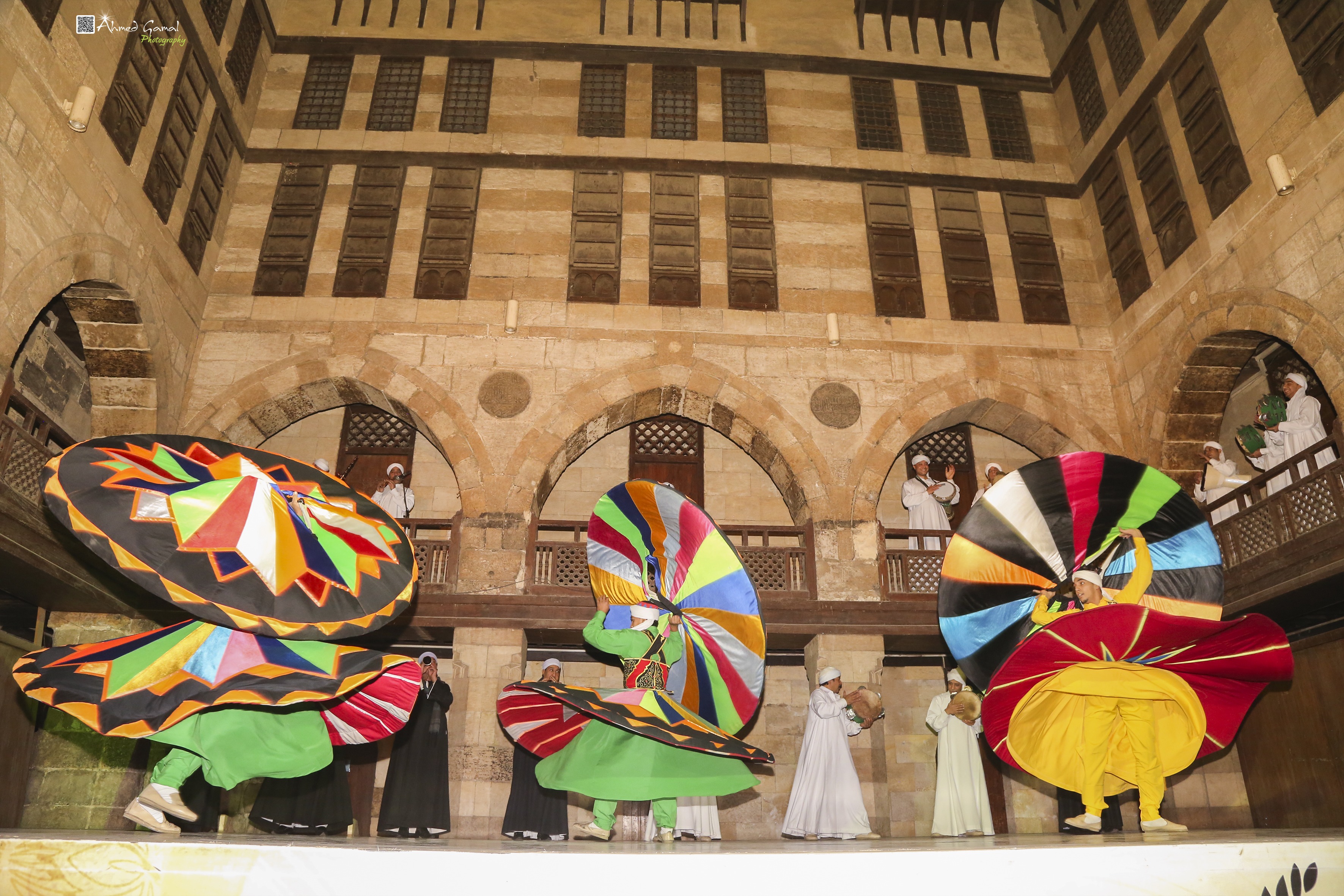
Sufi Tanoura xoay người ở phố Muizz, Cairo

Các dòng Sufi hiện tại bao gồm Alians, Bektashi Order, Mevlevi Order, Ba 'Alawiyya, Chishti Order, Jerrahi, Naqshbandi, Mujaddidi, Ni'matullāhī, Qadiriyya, Qalandariyya, Sarwari Qadiiahriyya, Shadhiliyya, Suhrawardiyya, và Ufiabandih). Mối quan hệ của các nhánh Sufi với các xã hội hiện đại thường được xác định bởi mối quan hệ của chúng với các chính phủ.
Thổ Nhĩ Kỳ và Ba Tư cùng là trung tâm của nhiều dòng dõi và nhánh của Sufi. Bektashi có liên kết chặt chẽ với các Janissaries của Ottoman và là trung tâm của dân số Alevi lớn và chủ yếu là tự do của Thổ Nhĩ Kỳ. Họ đã lan rộng về phía tây đến Síp, Hy Lạp, Albania, Bulgaria, Cộng hòa Macedonia, Bosnia và Herzegovina, Kosovo, và gần đây là đến Hoa Kỳ, qua Albania.
Sufi giáo phổ biến ở các nước châu Phi như Ai Cập, Tunisia, Algeria, Maroc và Senegal, nơi nó được coi là biểu hiện thần bí của Hồi giáo. Sufi giáo là truyền thống ở Maroc, nhưng đã chứng kiến sự phục hưng ngày càng tăng với sự đổi mới của Sufi giáo dưới thời các vị thầy tâm linh đương thời như Hamza al Qadiri al Boutchichi. Mbacke gợi ý rằng một lý do mà Sufi giáo đã nắm giữ ở Senegal là vì nó có thể phù hợp với các tín ngưỡng và phong tục địa phương, có xu hướng thiên về huyền bí.
Cuộc đời của bậc thầy người Sufi người Algeria, Abdelkader El Djezairi, có ý nghĩa chỉ đạo về mặt này. Đáng chú ý là cuộc sống của Amadou Bamba và El Hadj Umar Tall ở Tây Phi, Sheikh Mansur và Imam Shamil ở Kavkaz. Trong thế kỷ 20, một số người Hồi giáo đã gọi Sufi giáo là một tôn giáo mê tín, ngăn cản thành tựu của Hồi giáo trong các lĩnh vực khoa học và công nghệ.
Một số người phương Tây đã bắt tay với những mức độ thành công khác nhau trên con đường của Sufi giáo. Một trong những người đầu tiên quay trở lại châu Âu với tư cách là đại diện chính thức của một phân nhánh Sufi, và với mục đích cụ thể là truyền bá Sufi giáo ở Tây Âu, là cậu bé lang thang Sufi Ivan Aguéli người Thụy Điển. René Guénon, học giả người Pháp, trở thành người theo đạo Sufi vào đầu thế kỷ XX và được biết đến với cái tên Sheikh Abdul Wahid Yahya. Các bài viết của ông đã xác định việc thực hành Sufi giáo là bản chất của Hồi giáo, nhưng cũng chỉ ra tính phổ quát của thông điệp của nó. Các nhà tâm linh khác, chẳng hạn như George Gurdjieff, có thể có hoặc có thể không tuân theo các nguyên lý của Sufi giáo như những người Hồi giáo chính thống hiểu.